# قوای ملیه
قوای ملیه (ترکی عثمانی: قواى ملیه؛ به معنای «نیروهای ملی» یا «نیروهای ملی‌گرا») به نیروهای شبه‌نظامی ترک در دوران اولیه جنگ استقلال ترکیه اشاره دارد. این نیروهای چریکی پس از اشغال مناطقی از ترکیه امروزی توسط نیروهای متفقین مطابق با آتش‌بس مودروس تشکیل شدند. بعدها قوای ملیه در ارتش منظم مجلس ملی کبیر ترکیه ادغام شد. برخی از مورخان این دوره (۱۹۱۸–۲۰) جنگ استقلال ترکیه را «مرحله قوای ملیه» می‌نامند.

## تاریخ

وضعیت امپراتوری عثمانی در سال ۱۹۲۰ در پی معاهده سور

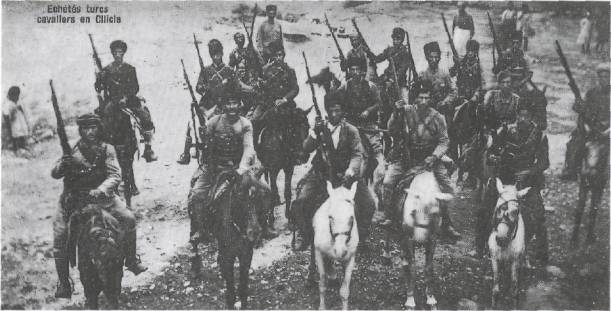
جنگجویان قوای ملیه. تصویر مربوط به سال ۱۹۱۹ است.

در آتش‌بس مودروس، امپراتوری عثمانی میان متفقین تقسیم شد. مناطق غرب توسط یونانیان، پایتخت (استانبول) و جنوب‌شرقی توسط نیروهای انگلیسی و جنوب کشور توسط ایتالیایی‌ها و فرانسه اشغال شده بود. قوای ملیه اولین گروه‌های مسلح بودند که از حقوق عثمانی‌ها در آناتولی و روم‌ایلی دفاع کردند. این قوا متشکل از افسران و شبه‌نظامیان ارتش عثمانی بود. قوای ملی هنگامی که نیروهای یونانی در سمورنا (ازمیر) مستقر شدند، فعال شد. افرادی که با تقسیم آناتولی طی معاهده تصویب‌نشده سور مخالف بودند، به مقاومت پیوستند. جنگ فرانسه و ترکیه تقریباً به‌طور انحصاری توسط یگان‌های قوای ملی در طرف تُرک انجام شد. در غرب آناتولی، این قوا با تاکتیک‌های بزن‌دررو علیه ارتش یونان جنگید تا اینکه ارتش منظمی تشکیل شد. مقاومت قوای ملی، پیشروی یونان در آناتولی را کند کرد.